# 迎娶
迎娶是聘娶婚儀式中男家迎接新娘的儀式，有些地區的習俗是要新郎親自去女家迎接新娘，稱為親迎，有些是新郎不親自迎娶，由男家派人到女家把新娘接到婚禮舉行的地方。還有些是不派人到女家，由女家自行送新娘到婚禮地點，新郎在婚禮地點等候，例如西方的白色婚禮，傳統上新娘是由父親帶到教堂或婚禮場地交給新郎迎娶。